# Zichy János (1834–1916)
Gróf zicsi és vázsonykői Zichy Nepomuk János, németül: Johann Nepomuk Zichy von Zich und Waschon (Zichyújfalu/Pozsony, 1834. július 14. – Zichyújfalu, 1916. október 3.) magyar nagybirtokos, császári és királyi kamarás. A Fejér vármegyei Zichyújfaluban új kastélyt építtetett, ami körül vadaskertet létesített.

## Élete
Zichy János néven született 1834. július 14-én Ujfaluban vagy Pozsonyban. Katonai pályára lépve részt vett az 1859-es III. Napóleon francia császár elleni hadjáratban, itt kitüntetésül a katonai érdemkeresztet kapta meg. A hadsereget kapitányi ranggal elhagyva vonult vissza újfalui nagybirtokára gazdálkodni. 1864-ben feleségül vette báró Földváry Júlia Gizellát, akitől két gyermeke született. 1865-ben elnyerte a kamarási méltóságot. A Nepomuk nevet az 1860-as években vehette fel.

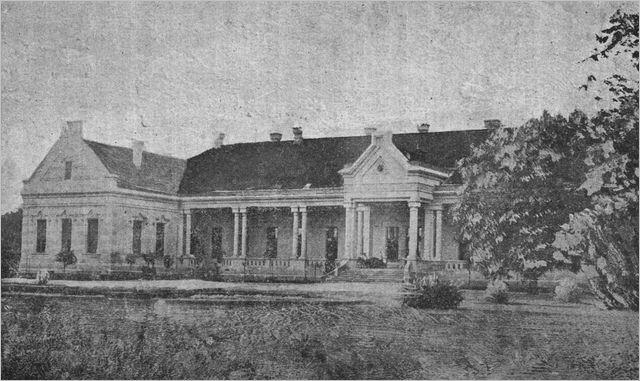
Kastélya egy korabeli (1904-es) felvételen

A zichyújfalui uradalmat nagyapjától, Zichy Ferenctől örökölte meg 1861-ben. Ez azért történhetett így, mivel apja, Kázmér 1847-ben meghalt. Uradalmát szinte azonnal megkezdte önálló majorsággá szervezni. A zichyújfalui iskola fenntartására az 1870-es években évi 400 forintot fordított, amit egy időben időlegesen beszüntetett, így évekre abbamaradt az oktatás. Az iskola római katolikus jellegű volt, amelybe a protestánsok gyermekei is járhattak. Az egyik legelső uradalmi iskola volt a vármegyében, melyet még nagyapja hozott létre. Az 1890-es években kastélyt építtetett birtokán, majd vadaskertet létesített. A régi kastély (ami jellegét tekintve inkább kúria volt) a gazdatiszt lakása lett.
Az 1890-es évek elején - mint részvényes - bekapcsolódott az 1896-ra a Fejér és Tolna Vármegyei HÉV által átadott,  Adony-Szabolcsot Székesfehérvárral összekötő vasútvonal (44-es vonal) építésébe. A vasútvonal megépítése gyors ütemű fejlődést eredményezett a település számára. Az uradalom távolabbi részeit keskeny nyomközű vasúttal köttette össze a falu állomásával, így minden árufajta szállítása egyszerűvé és kényelmessé vált. A zichyújfalui mezőgazdasági termékeknek így Székesfehérvár mellett már a főváros is felvevőpiacává vált. Ugyanebben az évtizedben postahivatal felállítására tett kísérletet. 1891-ben artézi kutat fúratott a falu határában.
1916. október 3-án hunyt el Zichyújfaluban (akkor Zichy-Ujfalu). A falu katolikus temetőjében található családi sírba halála után három hónappal temették el felesége mellé. Uradalmát fiai, Zichy István és Zichy Kázmér örökölték. Az idősebb fiú, István 1921-ben meghalt, így Kázmér maradt az egyedüli tulajdonos, aki kalandos életéről vált a korban országszerte ismertté, főként többéves kelet-afrikai vadászkörútjáról megjelent könyve, a Guaso Nyiro mentén a Natron-tóig révén.

## Családja
Anyja Königsegg-Rottenfels Mária Otília, apja Zichy Kázmér (1802–1847) gróf volt. Egy testvére volt, Zichy Kreszcencia (1836–1881). 1864. június 16-án feleségül vette báró Földváry Júlia Gizellát (1845–1912), akitől két gyermeke született: István 1865-ben és Kázmér 1868-ban.

## Kastélya

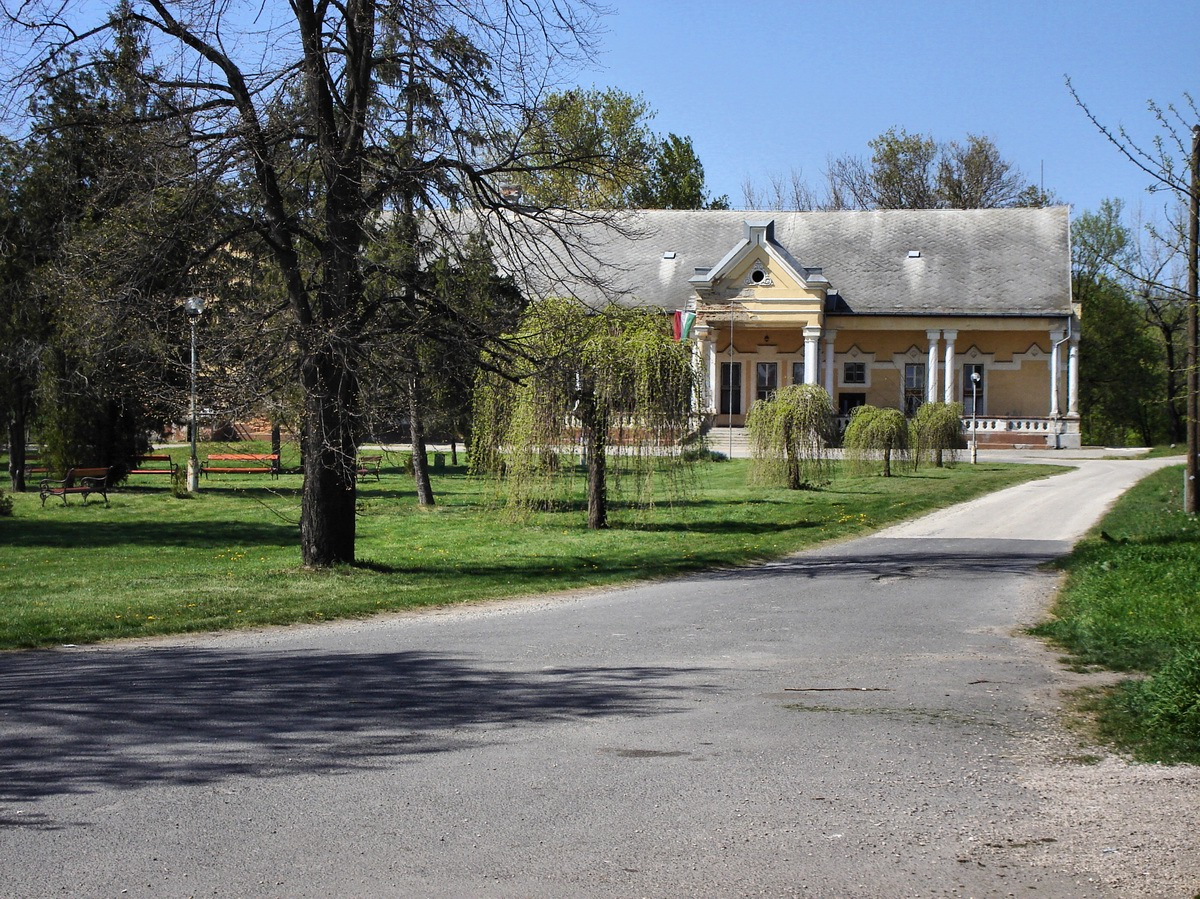
A kastély és kertje 2007-ben

A Zichy család 1784-ben építtette fel kúriáját Zichyújfaluban. Ez volt az úgynevezett kis kastély, amely a ma is látható nagy kastély megépítése után a gazdatiszt lakása lett. A nagy kastély az 1890-es években épült romantikus stílusban. Régen 28 hektáros park övezte. Főhomlokzata előtt 14 dupla oszlopon nyugvó veranda fut végig, közepén két oszlopon nyugvó, csúcsosodó rész lép ki. 
A kastélypark és a parkerdő ma is aktív pihenésre nyújt lehetőséget. Az ápolt kastélyparkban és az elhanyagolt, valamint hulladékkal szennyezett parkerdőben több száz éves védett fák találhatók. 
A kastélyban a háború után üzemi konyha, mozi, kultúrház működött, jelenleg csak a polgármesteri hivatal, a Zichyújfalui Mazsorettcsoport gyakorlóterme és a helyi nyugdíjasklub klubszobája található ott. Az épület a rendszerváltás után rendkívül rossz állapotba került. Napjainkban állaga még mindig romlik, annak ellenére, hogy 2014–2015-ben állagmegóvási munkálatokat végeztek rajta pályázati forrásból.

## „Fája”
Zichy János nevéhez monda is szövődött az elmúlt bő 100 esztendőben, méghozzá a Velencei-tó környékének egyik legöregebb fáját hozzák vele összefüggésbe. A hagyomány szerint a Kastélyparkban álló hársfát ő maga ültette el.

## Galéria

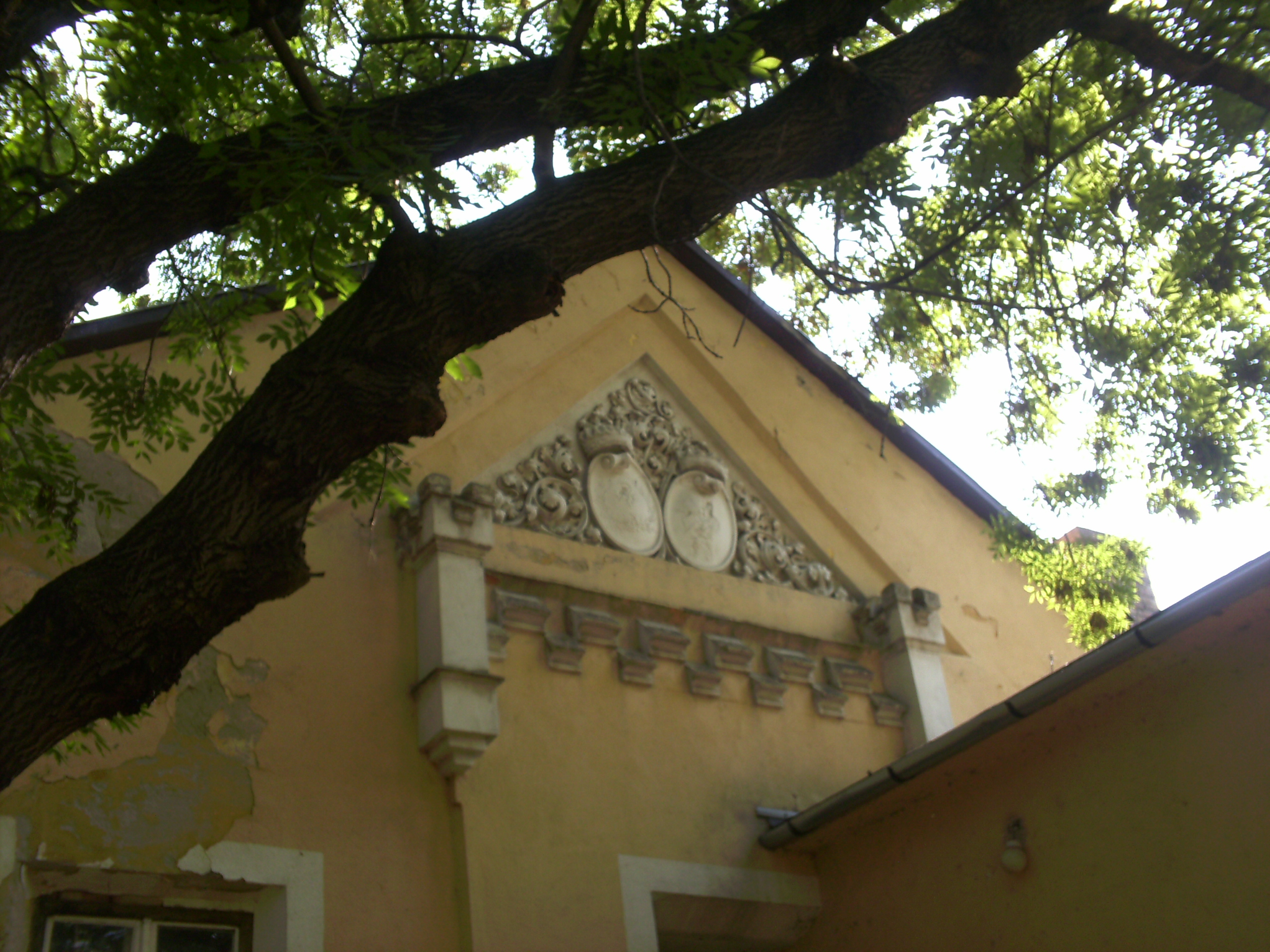
Címerek a kastély hátulsó homlokzatán
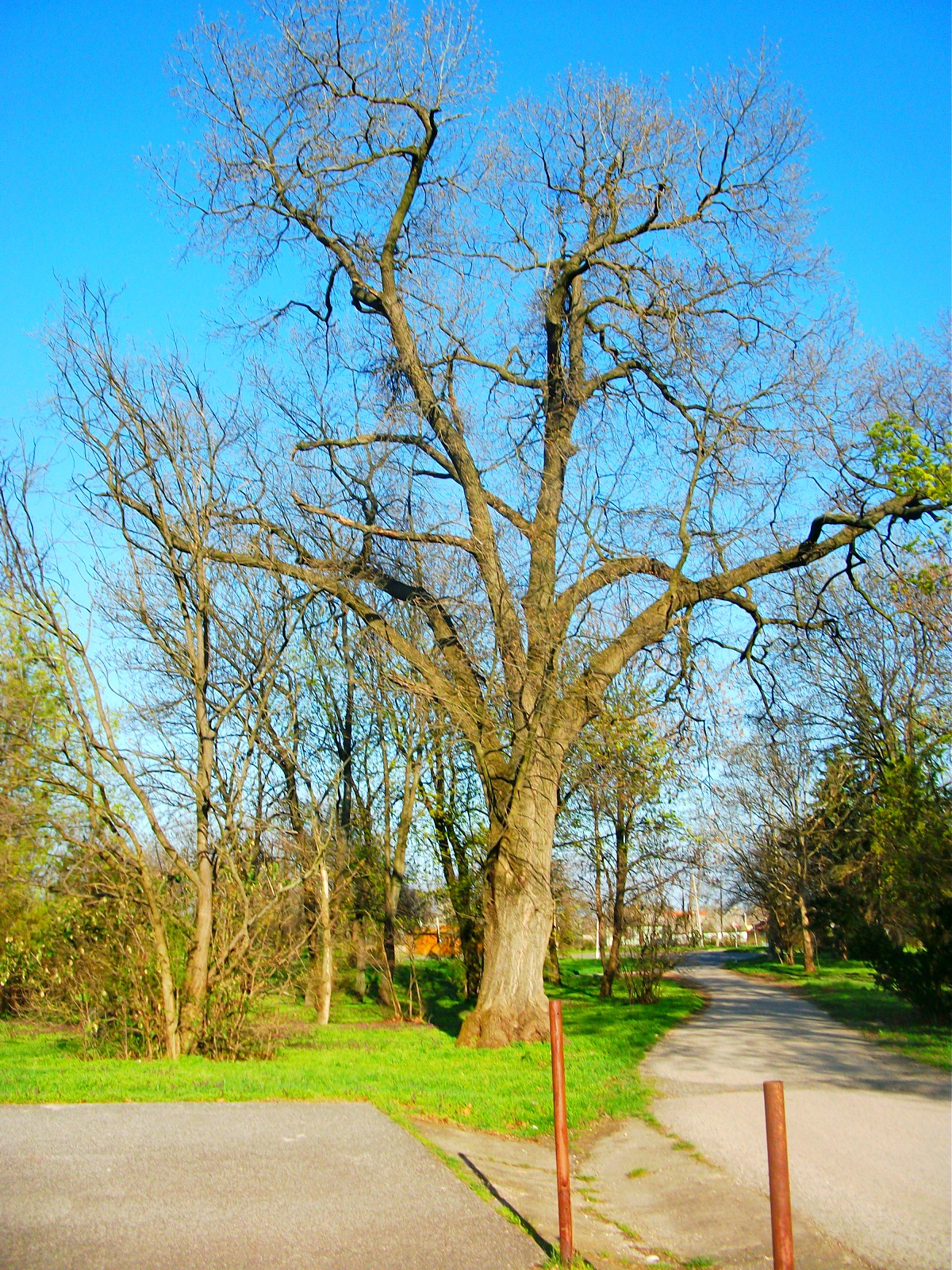
A Zichy János-fa kora tavasszal
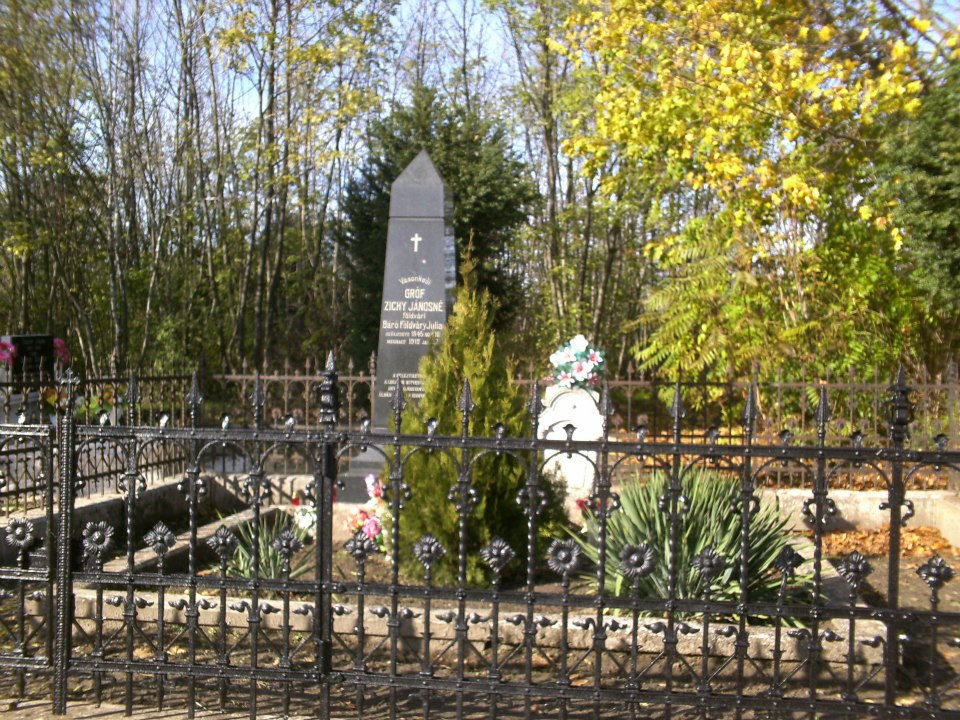
Zichy János, felesége és Kázmér fiuk sírja Zichyújfaluban
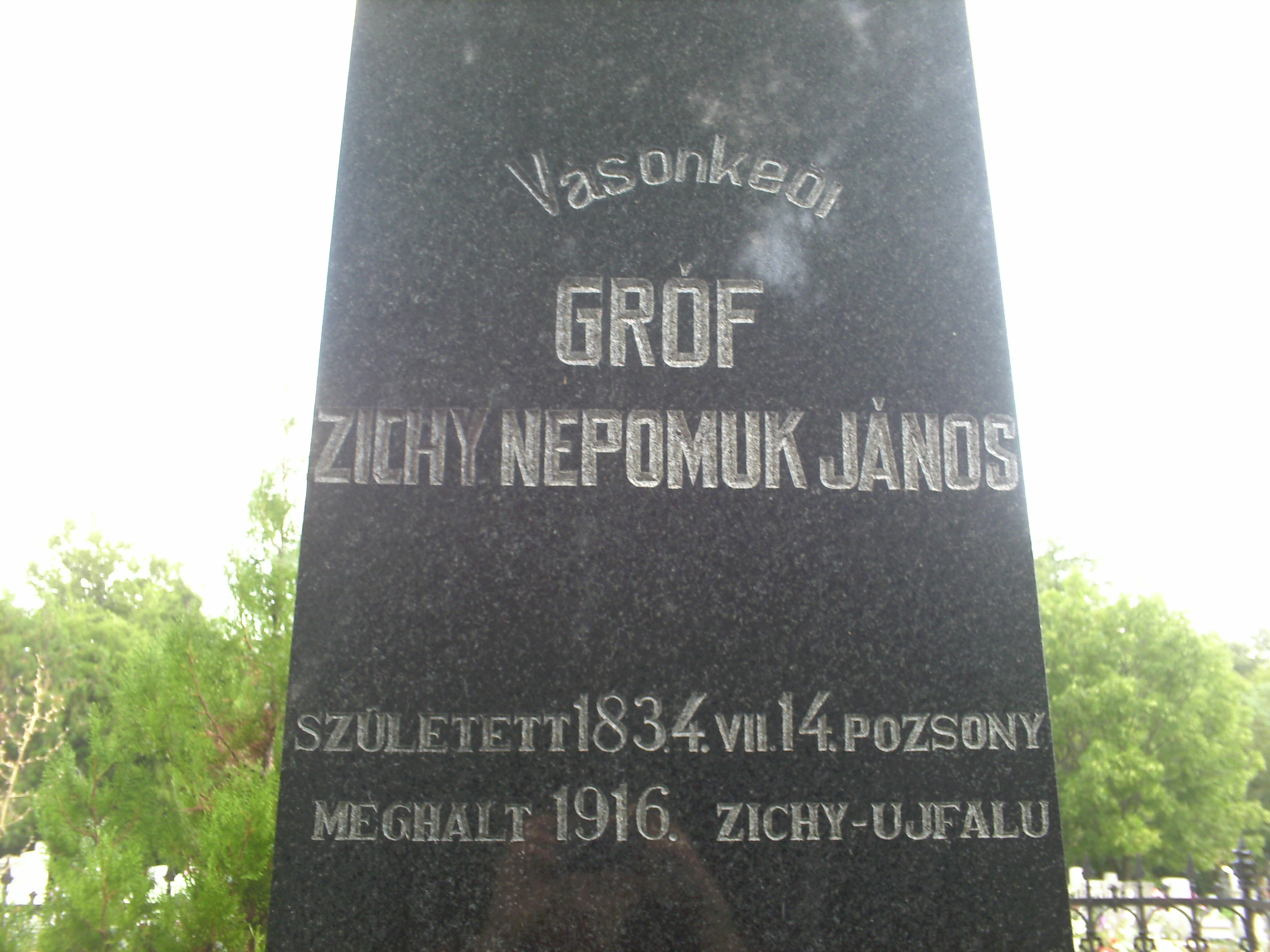
Zichy János sírfelirata
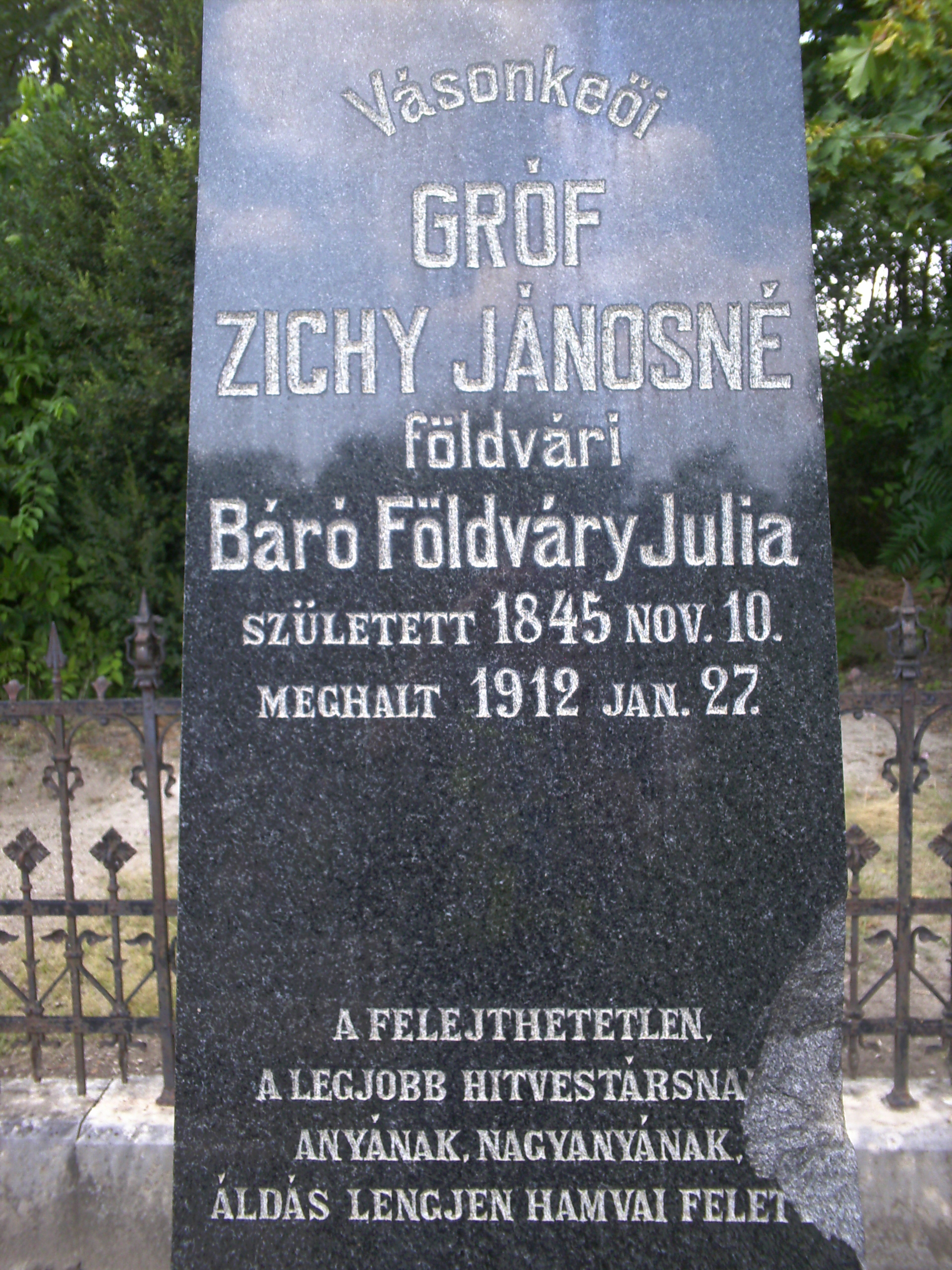
Felesége sírfelirata